# Popolno število
Popolno število (OEIS A000396) je v matematiki pozitivno celo število n, za katerega je vsota pozitivnih pravih deliteljev enaka:
{\displaystyle \sigma ^{\star }(n)=n\!\,,}
oziroma vsota deliteljev:
{\displaystyle \sigma (n)=2n\!\,.}
Pravi delitelji števila n ne vsebujejo.
6 je najmanjše popolno število, saj je 6 = 1 + 2 + 3. Velja tudi 6 = 1 * 2 * 3; edino glede tega tudi izstopa kot število skladnosti. Naslednji popolni števili sta 28 = 1 + 2 + 4 + 7 + 14 in 496 = 1 + 2 + 4 + 8 + 16 + 31 + 62 + 124 + 248.
Popolna števila so povezana z Mersennovimi praštevili Mn. Že Evklid je v deveti knjigi Elementov dokazal naslednjo trditev: če je Mn Mersennovo praštevilo, potem je Mn  (Mn + 1)/2 popolno število. Če je vsota prvih n členov geometrijskega zaporedja kvadratov praštevilo, potem je zmnožek te vsote in n-tega člena popolno število. Za prva popolna števila tako velja:
{\displaystyle {\begin{aligned}\{1,2\},\quad s_{2}&=3,\quad 3\cdot 2=3\cdot 2^{2-1}=6,\\\{1,2,4\},\quad s_{3}&=7,\quad 7\cdot 4=7\cdot 2^{3-1}=28,\\\{1,2,4,8,16\},\quad s_{5}&=31,\quad 31\cdot 16=31\cdot 2^{5-1}=496,\\\{1,2,4,8,16,32,64\},\quad s_{7}&=127,\quad 127\cdot 64=127\cdot 2^{7-1}=8128,\ldots .\!\,\end{aligned}}}
Euler je leta 1770 v svojem delu Algebra naprej pokazal, da so takšne oblike vsa soda popolna števila. S tem je odkril tesno povezavo med Mersennovimi praštevili in popolnimi števili. Nikomah (okoli 100) je v svoji knjigi Uvod v aritmetiko navedel štiri tedaj znana popolna števila manjša od 10.000. Prvi dve, 6 in 28, so poznali že pitagorejci. 496 in 8128 pa je dobil Evklid s svojo enačbo. Ni popolnega števila s 5. števkami. 5. popolno število 33.550.336 se končuje sicer na 6 in so ga našli šele v 15. stoletju. Tako pa se končuje tudi 6. popolno število 8.589.869.056. Velja pa, da se vsako popolno število končuje na 6 ali na 8. Tako po Evklidu velja, da so popolna števila Pn vsa tista Mersennova števila Mn, ki so praštevila: Pn = Mn(2n-1). Šesto in sedmo popolno število za n = 17, 19 je našel Cataldi (1548-1626) leta 1588. Naslednje štiri za n = 31, 67, 127, 257 pa je leta 1644 brez dokaza najavil Mersenne (1588-1648). Šele Euler je leta 1772 dokazal, da je Mersennovo število M31 praštevilo in s tem našel 8. popolno število 2305843008139952128 = 230(231-1).
Trenutno (marec 2025) poznamo le 47 Mersennovih praštevil in s tem tudi 47 sodih popolnih števil. Ne ve se ali obstaja neskončno število popolnih števil. Ne vemo tudi ali obstaja še kakšno popolno število manjše od 41., oziroma med zadnjimi sedmimi.
Ne ve se tudi ali obstajajo liha popolna števila. Veliko rezultatov nam še ni pomagalo razvozlati njihovega obstoja. Če obstaja liho popolno število, mora biti večje od 10300. Poleg tega mora imeti tudi vsaj 8 različnih prafaktorjev (in vsaj 11, če ni deljivo s 3), ter mora biti vsaj en prafaktor večji od 107, dva prafaktorja večja od 104 in trije prafaktorji večji od 100.
Upoštevajmo, da lahko vsota pravih deliteljev števila n da različna števila od n. Števila, katerih vsota je manjša od števila samega, se imenujejo nezadostna števila, števila, katerih vsota pa je večja, se imenujejo obilna števila. Ta števila skupaj s popolnimi števili izhajajo iz grške numerologije. Števili, katerih vsota njihovih pravih deliteljev je križno enaka, se imenujeta prijateljski števili, večji cikel takšnih števil pa se imenuje družabno število. Število, ki je samo sebi prijateljsko, je popolno število. Popolno število je tudi družabno število s periodo 1.
Zvezo med prvimi 15. Mersennovimi in popolnimi števili podaja naslednja razpredelnica:
| n    | Mn | Mn(2n-1) |
| ---- | --- | --- |
| 2    | 3 | 6 |
| 3    | 7 | 28 |
| 5    | 31 | 496 |
| 7    | 127 | 8128 |
| 13   | 8191 | 33550336 |
| 17   | 131071 | 8589869056 |
| 19   | 524287 | 137438691328 |
| 31   | 2147483647 | 2305843008139952128 |
| 61   | 2305843009213693951 | 2658455991569831744654692615953842176 |
| 89   | 618970019642690137449562111 | 191561942608236107294793378084303638130.. ..997321548169216 |
| 107  | 162259276829213363391578010288127 | 3164036458569648337239753460458722910.. ..223472318386943117783728128 |
| 127  | 170141183460469231731687303715884105727 | 14474011154664524427946373126085988481.. ..573677491474835889066354349131199152128 |
| 521  | 6864797660130609714981900799081393217269.. ..435300143305409394463459185543183397656.. ..052122559640661454554977296311391480858.. ..037121987999716643812574028291115057151 | 23562723457267347065789548996709904988.. ..477547858392600710143027597506337283.. ..178622239730365539602600561360255566.. ..462503270175052892578043215543382498.. ..428777152427010394496918664028644534.. ..128033831439790236838624033171435922.. ..356643219703101720713163527487298747.. ..400647801939587165936401087419375649.. ..057918549492160555646976 |
| 607  | ... | ... |
| 1279 | ... | ... |

## Značilnosti
Popolna števila imajo še nekaj drugih značilnosti. Vsako popolno število je trikotniško in je oblike:
{\displaystyle {\frac {n}{2}}(n+1)\!\,}
pri nekem celem n. 
Vsako popolno število je oblike:
{\displaystyle (2^{n}-1)2^{n-1}\equiv M_{n}2^{n-1}\!\,.}
Prva števila takšne oblike, ki niso popolna, so (OEIS A144858):
0, 1, 120, 2016, 32640, 130816, 523776, 2096128, 8386560, ...
Tudi za ta števila velja enaka značilnost geometrijskega zaporedja kvadratov:
{\displaystyle {\begin{aligned}\{1,2,4,8\},\quad s_{4}&=15,\quad 15\cdot 8=15\cdot 2^{4-1}=120,\\\{1,2,4,8,16,32\},\quad s_{6}&=63,\quad 63\cdot 32=63\cdot 2^{6-1}=2016,\\\{1,2,4,8,16,32,64,128\},\quad s_{8}&=255,\quad 255\cdot 128=255\cdot 2^{8-1}=32640,\\\{1,2,4,8,16,32,64,128,256\},\quad s_{9}&=511,\quad 511\cdot 256=511\cdot 2^{9-1}=130816,\ldots .\!\,\end{aligned}}}
Vsako sodo popolno število razen 6 je vsota zaporednih lihih kubov. Na primer:
28 = 13 + 33,
496 = 13 + 33 + 53 + 73,
8128 = 13 + 33 + 53 + 73 + 93 + 113 + 133 + 153.
Števčni koren vsakega sodega popolnega števila je enak 1. Na primer:
33550336 => 3+3+5+5+0+3+3+6 = 28 => 2+8 = 10 => 1+0 = 1,
8589869056 => 8+5+8+9+8+6+9+0+5+6 = 64 => 6+4 = 10 => 1+0 = 1,
137438691328 => 1+3+7+4+3+8+6+9+1+3+2+8 = 55 => 5+5 = 10 => 1+0 = 1,
2305843008139952128 => 2+3+0+5+8+4+3+0+0+8+1+3+9+9+5+2+1+2+8 = 73 => 7+3 = 10 => 1+0 = 1.
Vsota obratnih vrednosti vseh deliteljev sodega popolnega števila Pn je enaka 2. Na primer za popolno število 8128:
1/1+1/2+1/4+1/8+1/16+1/32+1/64+1/127+1/254+1/508+1/1016+1/2032+1/4064+1/8128 = 2.
Nobeno popolno število ni nedotakljivo.